# ゴン＝フリークス
ゴン＝フリークスは、冨樫義博による日本の漫画『HUNTER×HUNTER』に登場する架空の人物で、同作の主人公である。
アニメでの担当声優は、パイロット版は松本梨香、第1作（フジテレビ・日本アニメーション版）は竹内順子、第2作（日本テレビ・マッドハウス版）は潘めぐみ。

## 概要
287期ハンター。強化系の念能力者。12歳（初登場時は11歳）。誕生日は5月5日。身長154cm。体重49kg。血液型はB型。
くじら島の出身で幼い頃より大自然に囲まれて育つ。幼少期に出会ったカイトにより、自然の厳しさと同時に父親のジンのことを教えられ、ハンターに憧れを抱く。実父のジンと同じく12歳になる少し前に父親を探して自分の夢を叶えるためにくじら島を出て、ハンター試験に挑戦する。母親についてジンは語っておらず詳細不明だが、アニメ第一作では自分の父親の従妹・ミトの姉（故人）が実母の設定である。

## 経歴
試験の途中で出会った、キルア、クラピカ、レオリオの3人とは共に力を合わせて試験を乗り切り、いつしか友情で結ばれた仲となる。また、同じく試験で出会ったヒソカに才能を認められ、一種のライバル関係となる。その後、クラピカとレオリオとは別れ、キルアと共に世界を見て回る旅に出る。天空闘技場で出会ったウイングによって念能力を教えられ、その基本となる四大行を会得、裏ハンター試験も合格した。
天空闘技場で目的を果たした後は、一時的にくじら島に戻り、父親であるジンの造ったグリードアイランドというゲームの存在を知る。グリードアイランドがヨークシンのオークションに出品されることが分かり、キルアと共に再び旅に出る。クラピカやレオリオとも再会し、幻影旅団とマフィアとの抗争やグリードアイランドへの挑戦などを通じて、実力的にも精神的にも大きく成長し、見事にグリードアイランドを制覇した。
その後、NGL・東ゴルトー共和国でキメラ＝アントとの戦いに身を投じる。この戦いは、国際社会が大事態にしないためにハンターが動くという、未曾有の任務であった。ゴン自身の目的は、蟻軍の3幹部の一人「ピトー（ネフェルピトー）」を倒して、操り人形に改造されてしまった恩人のカイトを救うことである。しかしピトーと対峙して、カイトの蘇生が不可能であることを告げられると、半ば絶望的に「もうこれで終わってもいい」と自分に念をかけ、身体と念能力を急成長させて大人の姿となり、対決する。ピトーを圧倒的な力でねじ伏せて頭部を殴り砕き、「死後強まる念」でゾンビ化してなお襲ってきたピトーに全力でとどめを刺して倒す。だがゴンも力尽き、キルアに救出される。
仲間によって蟻の王も倒され、キメラ＝アントとの戦いは終結する。ゴンは能力の誓約の反動によって危篤状態に陥る。医者も除念師も手に負えず、病院の集中治療でも現状維持が精一杯であった。キルアが（妨害を乗り越えて）連れて来たアルカ・ナニカの特殊な力で、身体を元に戻してもらう。会長選挙会場でジンと遭遇し、世界樹のてっぺんで待ち合わせしていたジンに、カイトから預かっていた二ツ星ハンター認定証を渡した。
暗黒大陸編では先の戦いの反動か、念が使えなくなりくじら島へ里帰りする。ジン曰く、「オーラが出ないのではなく、ゴンにはオーラが視えなくなっただけ」だというが、ハンターとしての苛酷な活動はできなくなる。以降はミトのもとで、留守中に貯めていた初等教育の勉強に励んでいる。

## 性格
好奇心が旺盛で強化系の名に恥じぬ単純な性格。直情的な面もあるが、冷静に判断することもあり、時には核心を突く。また、興味のあることには善悪の区別をつけないという純粋さが、逆に危うさでもあるとゼパイルから評された。自然の中で育ったことで、動物と心を通い合わす事が出来る。難しい事を考えられない反面、素直で柔軟な発想をする事が出来る。それゆえ相手が悪人であろうとも、「約束」というものを非常に重んじるが、それを裏切る「嘘」に対しては、極度の嫌悪感を表すことがある。暗算が苦手らしく、度々クラピカやレオリオに突っ込まれる。また幼さの残る年頃ながらくじら島では何度か観光客や寄港した漁船員の女性とのデートの経験があり、大人の女性に対する対応に慣れている。
野生児並みの格闘センスがあるが、分析能力や基礎体力は欠けるところがある。しかし、それを補って余りある集中力と回復力の持ち主。その天真爛漫な性格と他人の過去を気にしない優しい心で知らず知らずの内に周りの人に影響を与えている。
しかし、ネフェルピトーによって変わり果てたカイトの姿を見た後は憎しみに我を忘れ残酷な一面を持つようになる。そのため、ネフェルピトーがコムギの治療のために降伏の意を示したときは怒りと理性の狭間で激しく葛藤する。その結果、一度はネフェルピトーを本気で殺そうとするもキルアの説得で思いとどまる。その後のネフェルピトーに対する圧倒的なまでの威圧感と勘の冴えは、実力で勝るネフェルピトーに極度の緊迫を強いるほどであった。
本人に自覚は無いようだが、極度の負けず嫌いであるようで、試験中にゲレタに筋弛緩性の毒が塗られた吹き矢で動きを封じられた際、ゲレタを始末したヒソカから施しのプレートを受けたときは我慢がならずにつき返してパンチをくらい、樹洞で悔しさに打ち震えていた。アニメ第1作ではその時のゴンの心理描写と毒に侵されてから回復に至るまでの過程が克明に描かれた。その後、天空闘技場でこの屈辱を晴らしている。ゲンスルーと戦ったときは圧倒的な実力の差を見せ付けられたにもかかわらず、一泡ふかせるためにわざと左腕を犠牲にして攻撃をくらわせた。対ハンゾー、カナリア、ナックルなど、格上にボロボロにされつつも、精神力で圧するという場面が多い。
また仲間意識は非常に強く、友人のためにその身を危険にさらすことを躊躇しない。さらに敵であっても目の前で仲間割れするようなことがあれば怒りを覚える。ヨークシンで幻影旅団の人質になったとき、クラピカに捕らえられた団長の扱いを巡って旅団が分裂しかけた事に激昂し怒鳴りつけた事もある。
一人称は「オレ」、複数形では「オレ達」。ジンのことは最初は「親父」と呼んでいたが、くじら島に一度里帰りしてからは「ジン」と呼ぶようになった。

## 能力
くじら島の大自然に揉まれ、野生動物の狩りで培った経験から、野生動物並みの感覚や、子供とは思えぬ怪力を備えており、その戦闘能力・身体能力は作品開始時点でも常人の域を越えていた。キルアと比較すると、身体能力的にはややキルアの方が勝っているが、ビスケ曰く「ゴンは集中力・回復力などに優れている」とのこと。
ハンター試験合格後に後述の念能力を習得するまでは、主に武器として釣り竿を装備し、強靭な作りで打撃武器としても使用していた。天空闘技場においては釣り竿を用いて、闘技場の石板を剥がして相手を攻撃する「石板返し」という技を用いていた。
キルアと同じく、優れたハンターとしての資質や才能を持っており、ウイング曰く「1000万人に一人の才能」と評されている。

### 念能力
強化系の念能力者。隣接系統の放出系・変化系では放出系寄りとされ、変化系はやや苦手とする。
ナックルからは「根っからの強化系」と分析される。ナックルの見立てでは、念の絶対量はおよそ21500オーラ（ナックルとの対戦時点）、プロハンターの中堅クラスにも引けを取らないという。年齢的には破格の実力を備えている。
ジャジャン拳
「最初はグー」の掛け声で構えを作りオーラを高めた後、じゃんけんに見立てた強化系・変化系・放出系の技を、状況に応じて選択し右手から放つ。
ジャジャン拳という名前は、ナックルに技名を聞かれた際、「ジャ…ジャン拳」とつっかえて言ってしまったのを、ナックルがじゃんけんと「必殺技をジャジャーンと出す！！」という効果音とかけていると誤解してしまったことが始まりである。
ゴンが未熟なため、欠点だらけの技。構えが明らさまで隙が大きく、相手から技のタイミングを計られやすい。ゴンはそれを逆手に取ってフェイントに使ったり、「あいこで」の掛け声で連続して技を繰り出したりする。通常以上に消耗が早いが、とにかく敵を倒してしまえばよい。グー主力であるが、ゴンの成長に伴い、チョキ・パーでキメラアントを倒せるほどにパワーアップしている。
グー
強化系の技。オーラを込めた右ストレートパンチを放つ。ゴンが強化系能力者ということもあり、3種類の中では圧倒的に威力が高い。直撃すれば、格上の相手にも致命傷を与える絶大な破壊力を誇る。硬でガードをしていたナックルを一撃で倒している。
チー
変化系の技。手先でオーラを刃状に変化させ、対象を切断する。
パー
放出系の技。掌からオーラの塊を飛ばす。
強制的成長
自分の未来のすべての可能性を引き寄せて一発に噴出させた様子。キメラ=アント編終盤、カイトの蘇生が不可能であると判明したことで、彼を殺したネフェルピトーへの怒りと殺意が爆発して発動した。ネフェルピトーとキルア、その後ゴンの姿で見てゴンが理論上到達できる最全盛期の姿を、それもネフェルピトーだけを殺すという制約で全部注いでしまった姿。
その外観は筋骨隆々とした成人の姿に進化し、強烈なオーラが立ち上る。頭髪はその姿に至るまでの年月分と思しき相当の長さにまで伸び、天を突くほどに逆立つ。キルアはこの姿を、本来なら何十年にも渡って絶え間なく修練を重ねてようやく辿り着ける姿と推測している。
この状態は、その強烈なインパクトの風貌からインターネットや読者の間では、とても呼び捨てには出来ないと畏怖をこめて「ゴンさん」と渾名されるほどの衝撃を読者に与えた。
その戦闘力は絶対的で、キメラ=アントの中でも王（メルエム）に次ぐレベルの実力を持つネフェルピトーをも徒手空拳のみで瞬殺した。ネフェルピトーによれば、ゴンの非常に稀有な才能と資質を全て投げ打ち、将来に渡って二度と念能力を使えなくなってもいいというほどの覚悟がなければ、到底到達できない力と分析しており、王（メルエム）にすら届き得るその絶対的な力に畏怖した。それ故、ネフェルピトーはこの危険な力の矛先が、王（メルエム）でなく「ボクで良かった」と語っている。
この力に伴う代償も絶大なもので、ネフェルピトーとの戦闘後、ゴンは除念師ですら全く手に負えないほどの危篤状態に陥る。キルアがゴンの病室にアルカを連れてきた時には片腕がミイラのように痩せ細っていた。
原理や詳細は謎に包まれているが、念能力のハイリスクハイリターンの究極形といえる。ハンター協会唯一の除念師の診察結果は、自分ではとても背負いきれないほどの絶大な負荷というものだった。